# Белтрами (город, Миннесота)
Белтрами (англ. Beltrami) — город в округе Полк, штат Миннесота, США. На площади 5,2 км² (5,2 км² — суша, водоёмов нет), согласно переписи 2002 года, проживают 101 человек. Плотность населения составляет 19,4 чел./км².
- Телефонный код города — 218
- Почтовый индекс — 56517
- FIPS-код города — 27-05014[1]
- GNIS-идентификатор — 0639903[2]